# Петсухос
Петсухос (грец. Πετεσοῦχος) — священний крокодил в давньоєгипетській міфології, мав власний храм в місті Хатнечер-Себек — столиці Фаюма. Він шанувався як живе втілення бога води Себека. У Мерідовому озері, що примикає до головного святилища Себека, містився Петсухос. Шанувальники Себека, які шукали його захисту, пили воду з озера і годували священного крокодила делікатесами. Петсухос означає «вихованець Собека» або «син Собека», тому давньоєгипетське слово «вихованець» може ще перекладатися як «син». Коли священні крокодили Петсухоси вмирали, то вони замінювалися на нових. Їхні трупи муміфікувалися, як і трупи фараонів і жерців.